# Бенгстон, Стефан
Стефан Бенгстон (швед. Stefan Bengston, род. в 1947 году, Елливаре, Швеция) — шведский палеонтолог и палеозоолог.

## Биография
Родился в 1947 году на севере Швеции в городе Елливаре. Вырос вместе с братьями и сестрой в шахтёрском городке Мальмбергет. После школы уехал учиться в Уппсальский университет, где его руководителем был Андрес Мартинссон. В 1977 году защитил диссертацию и получил степень доктора философии. С тех пор и по 1995 год работал преподавателем в Уппсальском университете. С 2004 года работал в Шведском музее естественной истории в Стокгольме.
Умер 5 октября 2024 года в результате сердечного приступа во время своей поездки в Рим.

## Научная работа
Обладал широкими научными интересами в палеонтологии. Наиболее известен изучением эволюции в кембрии, в частности, раннекембрийской биоты типа Бёрджесс.

## Награды
1992 — медаль Валькота